# Halictus confusus
Halictus confusus – gatunek pszczoły z rodziny smuklikowatych (Halictidae). 
Z wyglądu podobny do innych przedstawicieli podrodzaju Seladonia, szczególnie do smuklika koniczynowca i bardzo rzadkiego w Polsce Halictus gavarnicus. Samice tych trzech gatunków można odróżnić po szerokości przepasek odwłokowych oraz szczegółach kształtu głowy i ubarwienia ciała. Samce są odróżnialne od samców podobnych gatunków na podstawie budowy aparatów kopulacyjnych.
W Polsce stwierdzono dwa podgatunki: Halictus confusus perkinsi, występujący w większości kraju, oraz H. c. alpinus, stwierdzony w Tatrach.
Podobnie jak inni przedstawiciele podrodzaju, prowadzi społeczny tryb życia.